# ロージー・ハンティントン＝ホワイトリー
ロージー・アリス・ハンティントン＝ホワイトリー（Rosie Alice Huntington-Whiteley、1987年4月18日 - ）は、イギリス出身の女性ファッションモデル、女優、ファッションデザイナー、実業家。

## 来歴
デヴォン州プリマスに出生。父方の高祖父は保守党の政治家ハーバート・ハンティントン・ホワイトリー準男爵。曾祖母はユダヤ系ポーランド人。
モデル業始動のきっかけはとあるモデル事務所でのインターンで、そのモデル事務所にいわゆる『お茶汲み』として勤務したのち、インターン終了から数ヵ月後に同モデル事務所を再び訪問、その折にスタッフの目に留まったことから契約に至ったという。
2004年のニューヨークコレクションでランウェイデビュー。2008年にはサム・ライリーとともにバーバリーのキャンペーンモデルを担った。2009年からは、ヴィクトリアズ・シークレットエンジェルズの一員として活躍している。2011年、バーバリーの新フレグランス「バーバリーボディ」のキャンペーンモデルに起用され、トレンチコートのみを纏った、官能的なイメージで話題を集める。
これまでにバーバリーの他、アバクロンビー&フィッチ、ダナ・キャラン、ラルフ・ローレン、高級デパートのブルーミングデイルズ等の広告に起用されてきた。2006年、ヴィクトリアズ・シークレットのモデルに起用され、いわゆる選抜チーム的な「エンジェル」の一員に2009年からなったことで人気が一気に爆発した。エマニュエラ・デ・パウラ、リンジー・エリンソン、キャンディス・スワンポール、シャネル・イマンという4名と並んでの「エンジェル」入りであった。

## 私生活
2009年10月まで、ザ・ローリング・ストーンズのロン・ウッドの息子、タイロン・ウッドと交際。フランスの俳優オリヴィエ・マルティネスとの交際を経て、2010年4月から20歳年上のイギリス人俳優ジェイソン・ステイサムと交際をはじめる。
2013年9月には破局をするも、2014年2月の時点では復縁をしている。
2016年1月10日に、第73回ゴールデングローブ賞レッドカーペットにて恋人のステイサムと登場。ハンティントン＝ホワイトリーの左手薬指には指輪が輝いており、メディアは一斉に2人が婚約したことを報道。
日本のメディア『ハリウッドニュース』の記事によるとステイサム側の代理がゴシップ誌『Usウィークリー』に2人が婚約したことを認めたと記載されている。
2017年6月24日に第1子男児のジャック・オスカー・ステイサムを出産し、2022年2月2日に第2子女児のイザベラ・ジェームズ・ステイサムを出産した。

## 主な出演
- トランスフォーマー/ダークサイド・ムーン  (2011) - カーリー・スペンサー
- マッドマックス 怒りのデス・ロード (2015) - スプレンディド